# Eustroma japonicum
Eustroma japonicum är en fjärilsart som beskrevs av Inoue 1986. Eustroma japonicum ingår i släktet Eustroma och familjen mätare. Inga underarter finns listade i Catalogue of Life.